# Dactylanthera martysiensis
Dactylanthera martysiensis är en orkidéart som först beskrevs av Balayer, och fick sitt nu gällande namn av Julian Mark Hugh Shaw. Dactylanthera martysiensis ingår i släktet Dactylanthera, och familjen orkidéer. Inga underarter finns listade i Catalogue of Life.